# Josefin Olsson
Josefin Olsson (Nyköping, 23 augustus 1989) is een Zweedse zeilster die uitkomt in de Laser Radial klasse. Ze nam driemaal deel aan de Olympische Spelen. Bij haar derde poging, in Tokio behaalde ze een zilveren medaille.
In 2012 werd ze achttiende in die klasse op de Olympische Spelen van Londen.
In 2014 haalde ze zilver op de ISAF Women's Laser Radial World Championships.